# Bibliografie

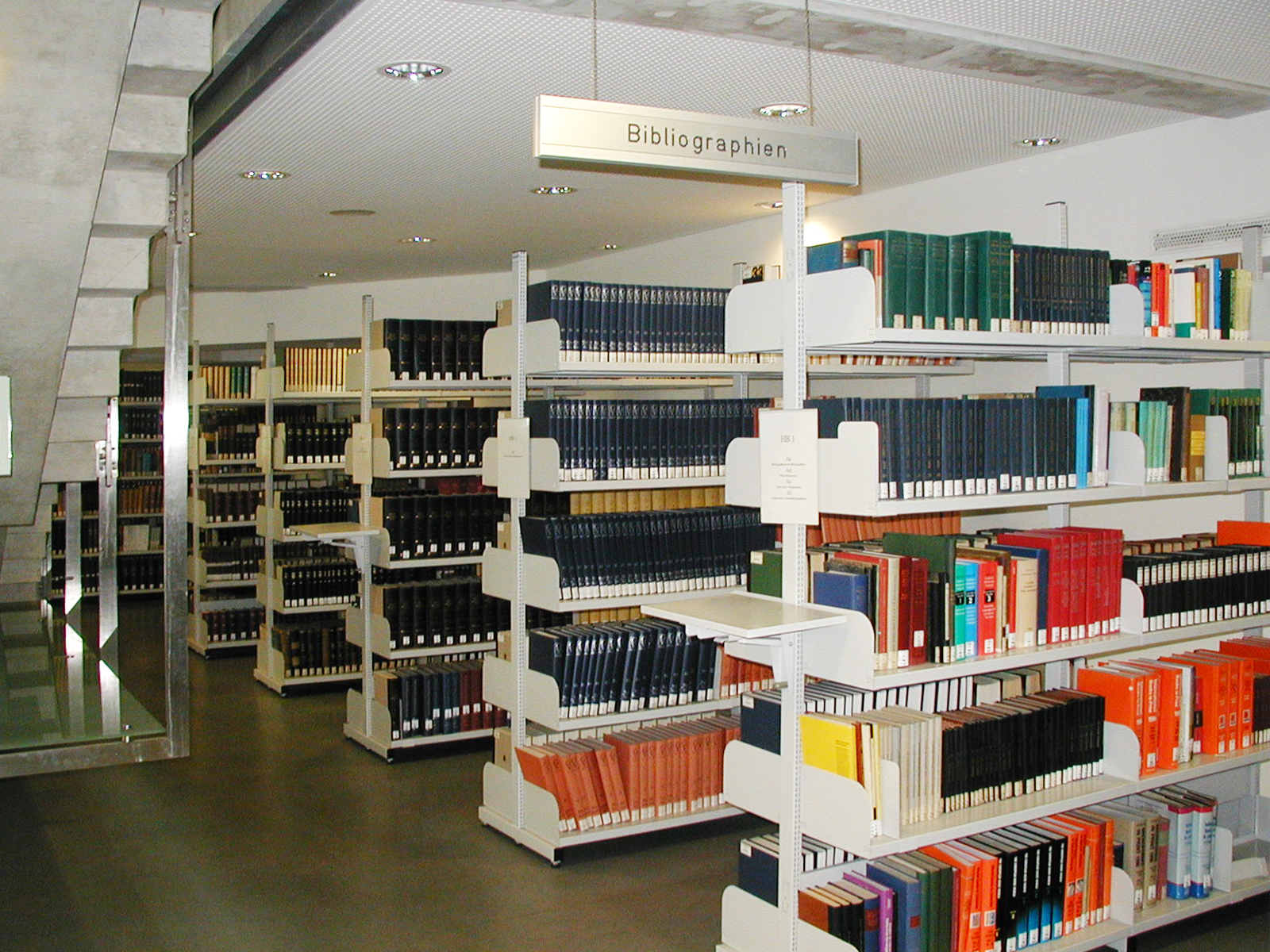
De bibliografiesectie van de Universiteitsbibliotheek Graz.

Een bibliografie of literatuurlijst is een lijst van bronnen (boeken, artikels, websites, ...) die gebruikt werden in het onderzoeken van een thema. Het wordt meestal aan het einde van een document opgenomen en geeft informatie over de bronnen die in de tekst zijn geciteerd. Een bibliografie kan de naam van de auteur, de titel van de publicatie, de naam van de uitgever en het jaar van publicatie en andere details bevatten. Het doel van een bibliografie is om lezers in staat te stellen de bronnen die tijdens het onderzoeksproces zijn gebruikt, te vinden en te raadplegen. Er zijn verschillende stijlen voor het ordenen en opmaken van bibliografieën, zoals de Modern Language Association (MLA)-stijl en de American Psychological Association (APA)-stijl.
Een titellijst van publicaties die in een bepaalde collectie (zoals een bibliotheek) zijn opgenomen noemt men niet een bibliografie, maar een catalogus.

## Indelingen

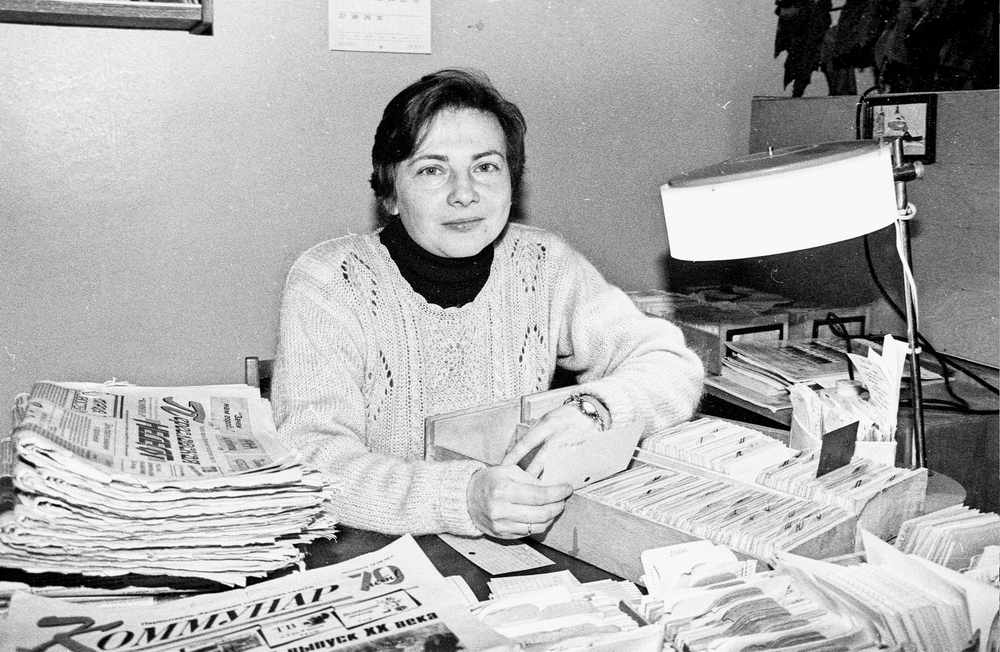
Een bibliografe uit Rusland aan het werk.

### Zelfstandig vs. onzelfstandig
Een zelfstandige bibliografie is een werk op zich (bijvoorbeeld een boek, artikel of webpagina). Deze bevat lijsten van werken over een bepaald onderwerp, doorgaans met commentaar van de samensteller over de opgenomen werken, registers en indices. Zelfstandige bibliografieën zijn bedoeld om de lezer op gang te helpen bij een onderzoek door hem op de hoogte te brengen van de belangrijkste publicaties over een onderwerp. Centrale catalogi en fulltext-publicaties schuiven het concept van de zelfstandige bibliografie aan de kant.
Onzelfstandige bibliografieën zijn lijsten toegevoegd aan een grotere publicatie en dienen doorgaans ter verantwoording: de auteur toont aan waar zij haar informatie vandaan heeft gehaald. Bij wetenschappelijk schrijven is het gebruikelijk aan elk artikel of boek een lijst van geraadpleegde werken toe te voegen (zie Bronvermelding, Citatie).

### Overige indelingen
- Lopende (er verschijnen nieuwe edities) versus afgesloten (wordt niet bijgewerkt).
- Algemene of universele (discrimineren de inhoud niet) versus speciale of vakbibliografieën (discrimineren naar vakgebied) versus interdisciplinaire bibliografieën (onderwerpen die met verscheidene vakgebieden verband houden).
- Nationale bibliografieën (één taal land, regio of lokaliteit) versus internationale bibliografieën (meerdere talen en landen).

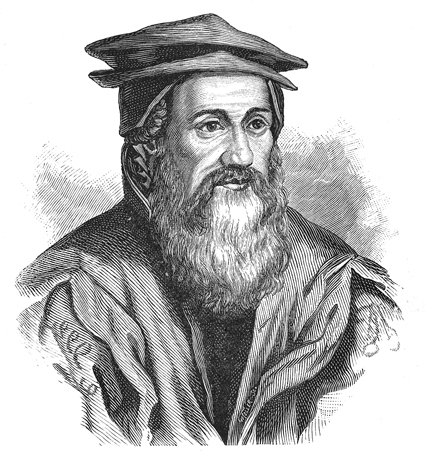
Conrad Gesner ondernam een poging om alle Griekse, Latijnse en Hebreeuwse literatuur in een titellijst samen te brengen tussen 1545-1555.

## Historie
Bibliografieën ontstonden uit bibliotheekcatalogi. Na de uitvinding van de boekdrukkunst worden ze commercieel in functie van boekenbeurzen zoals die in Frankfurt van 1564 tot 1749 of in Leipzig van 1594 tot 1860. Bibliografieën met wetenschappelijke motieven komen sinds de zestiende eeuw tot stand. Initiatieven om 'alle' publicaties te registreren gaan terug tot de vroege poging om alle Griekse, Latijnse en Hebreeuwse literatuur in een titellijst samen te brengen van Conrad Gesner. In zijn zestiende-eeuwse 'Bibliotheca universalis' Zürich, 1545-1555 beschrijft hij meer dan tienduizend werken. Ze representeren echter hoogstens een kwart van het destijds bestaande bestand. Latere pogingen om universele bibliografieën te maken mislukken. De laatste poging komt van de Belgische advocaten Paul Otlet en Henri Lafontaine. In 1895 sticht Otlet het 'Institut international de bibliographie', gesubsidieerd door de regering, met als bedoeling alles samen te brengen, sinds de vijftiende eeuw.